# Alma Flora
Alma Flora (Lisboa, 20 de agosto de 1911 - Lisboa, 23 de junho de 1988) foi uma atriz portuguesa.
Nascida em Lisboa, iniciou sua carreira artística no Brasil ao estrelar filmes como: "Está Tudo Aí", "Onde Estás Felicidade?", "Sob a Luz do Meu Bairro", "Asas do Brasil" e "Mãe".
Na década de 1950, Alma retorna para a sua terra natal, trabalha no teatro, e participa no folhetim "Estrela da Madrugada" de Ferro Rodrigues e Santos Fernando, folhetim escrito para os Companheiros da Alegria do Rádio Clube Português, em 1957, com Bibi Ferreira, Madalena Sotto, Igrejas Caeiro, António Sacramento, Ruy Furtado, Canto e Castro, Henrique Santos, Ruy de Carvalho e Anita Guerreiro. Alma desempenhou no folhetim o papel de Katherine, mãe de Grace, personagem de Bibi Ferreira. 
Pouco tempo depois, começa a trabalhar em várias peças de teatro na RTP (Rádio e Televisão Portuguesa), e em 1958 atuou no filme de Manuel Guimarães: "A Costureirinha da Sé". 
Participou em várias peças, nomeadamente "A Grande Jornada" (1961) no Teatro da Trindade.
Em 1984 participou na peça Agnus Dei, no ano seguinte participa na peça Crisântemos e Malmequere (1985) ambas no Teatro da Trindade.
Em 23 de junho de 1988, Alma Flora faleceu em Lisboa, aos 77 anos de idade.

## Televisão
- 1957 - Balada de Outono
- 1959 - Quanto Importa Ser Leal
- 1963 - Primerose[10]
- 1963 - Lourdes[11]
- 1964 - Desta Água Não Beberei[12]
- 1965 - A Menina Feia

## Filmografia
| Ano  | Título                  | Papel      |
| ---- | ----------------------- | ---------- |
| 1970 | A Maluquinha de Arroios | Capitolina |
| 1964 | O Crime da Aldeia Velha | Rita       |
| 1958 | A Costureirinha da Sé   | Mestra     |
| 1958 | O Tarzan do 5° Esquerdo | —          |
| 1948 | Mãe                     | Maria      |
| 1948 | Asas do Brasil          | Esposa     |
| 1946 | Sob a Luz do Meu Bairro | —          |
| 1940 | Asas do Brasil          | —          |
| 1939 | Onde Estás Felicidade?  | Noêmia     |
| 1939 | Está Tudo Aí            | Carolina   |